# Київський літопис

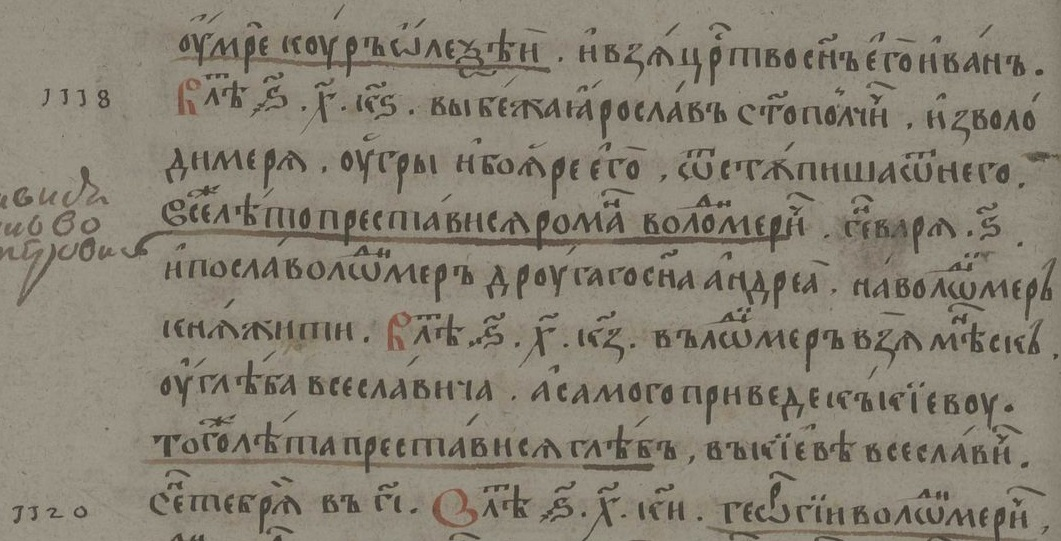
«Року 1118-го Ярослав Святополчич утік із міста Володимира [Волинського]. І покинули його угорці [які воювали з ним] і бояри його. Того ж року, шостого січня, помер Роман Володимирович, і послав Володимир [Мономах] іншого сина, Андрія, княжити в місті Володимирі».
— початкові рядки Київського літопису, що збереглися у Хлєбниковському списку, сучасною українською мовою.

Ки́ївський літо́пис — одна з найдавніших пам'яток історії та літератури Київської Русі, складова частина Іпатіївського списку. Є продовженням «Повісті временних літ» і попередником Галицько-Волинського літопису, охоплює події 1118—1200 років. Пам'ятка української мови.

## Розробка та зміст

### Авторство
Дослідники вважають, що текст, який дійшов до нас, упорядкував у році 1199 або 1200 ігумен Видубицького монастиря у Києві Мойсей на основі літописних зведень, складених при княжих дворах у різних землях Русі, з певними скороченнями і доповненнями.[джерело?] Наявність різних авторів, неоднаковий рівень їх освіти і таланту відбилися на підході до викладу подій, стилі, оцінках фактів.[джерело?] У минулому, спираючись на «Патерик» Києво-Печерської лаври 1661 року, письменники 17-го століття почали стверджувати, що Нестор написав багато з уцілілих літописів Київської Русі, включаючи «Повість временних літ», Київський літопис та Галицько-Волинський літопис, незважаючи на те, що багато подій, описаних у них, відбувалися впродовж усього 12-го та 13-го століть (задовго після смерті Нестора приблизно 1114 року). З 1830-х років і приблизно до 1900 року точилися запеклі наукові дискусії про авторство Нестора, але питання так і залишилося невирішеним, і віра в авторство Нестора збереглася.

### Джерела тексту

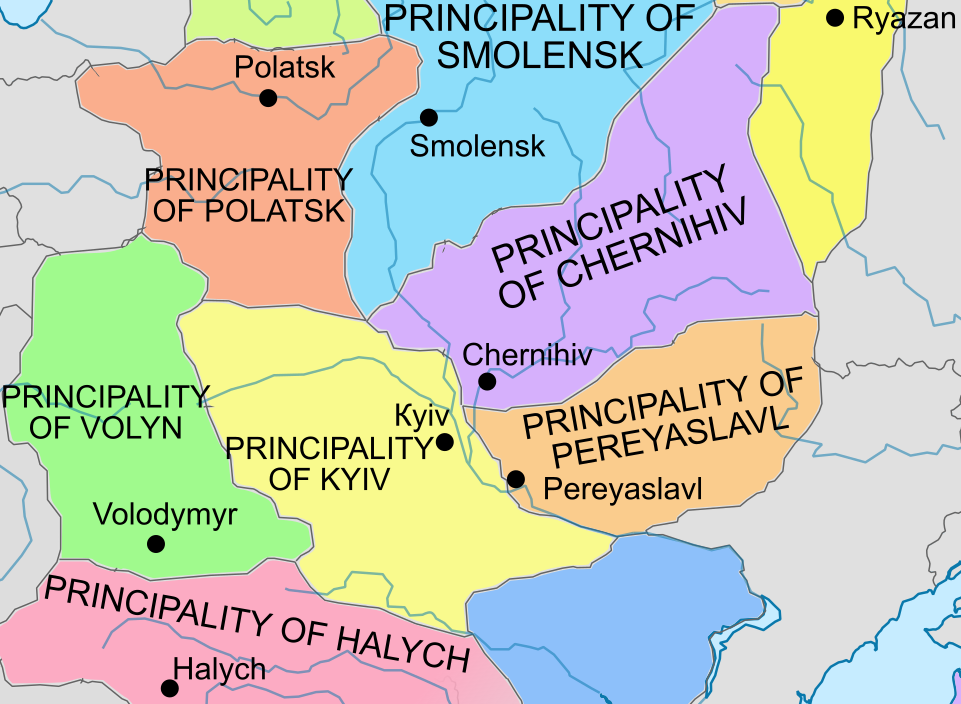
Центральна Київська Русь у 1132 році, в середині періоду, охопленого «Київським літописом».